# Jamwon-dong
Jamwon-dong (koreanska: 잠원동) är en stadsdel i stadsdistriktet Seocho-gu i södra delen av Sydkoreas huvudstad Seoul.